# Roquero
Roquero es un barrio del extrarradio de la ciudad andaluza de Málaga (España), situado en el distrito de Campanillas. Según la delimitación oficial del ayuntamiento, limita al norte con el Parque Tecnológico de Andalucía y al este, con el barrio de Campanillas. Al sur y al oeste se extienden terrenos aún sin edificar.

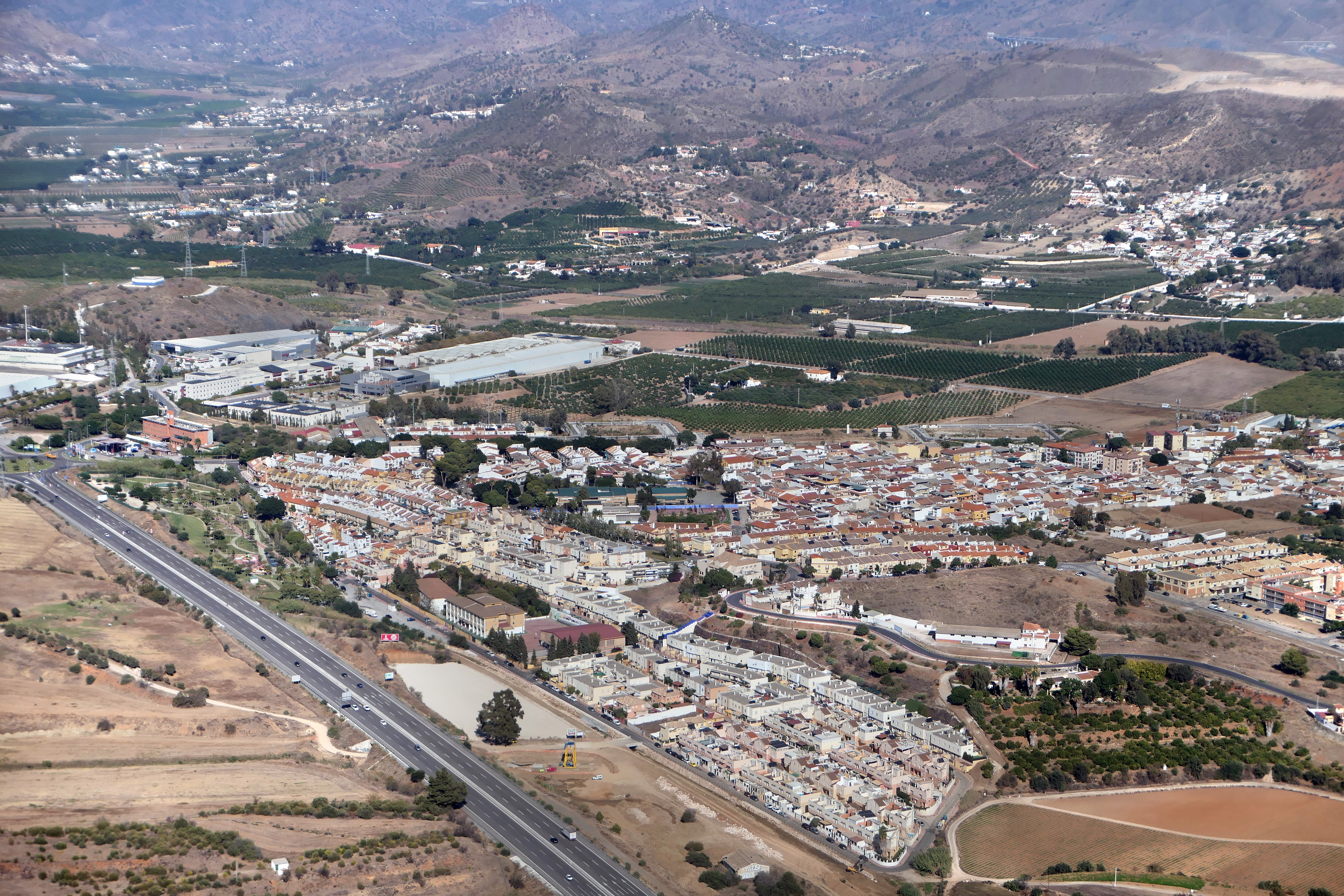
Vista aérea de Roquero y Campanillas

## Transporte público
En autobús queda conectado mediante las siguientes líneas de la EMT: 
| Línea | Trayecto                                       | Recorrido | Frecuencia    |
| ----- | ---------------------------------------------- | --------- | ------------- |
| 25    | Paseo del Parque - Santa Rosalía (Campanillas) | Recorrido | 13-17 minutos |
| 28    | Santa Águeda - Los Núñez                       | Recorrido | 85 minutos    |

Y las siguientes líneas de autobús interurbano del Consorcio de Transporte Metropolitano del Área de Málaga:
| Línea | Trayecto                                       | Recorrido y horarios | Plano |
| ----- | ---------------------------------------------- | -------------------- | ----- |
| M-130 | Málaga-Campanillas-Santa Rosalía               | Recorrido y horarios | Plano |
| M-131 | Málaga-Cártama                                 | Recorrido y horarios | Plano |
| M-134 | Málaga-El Sexmo                                | Recorrido y horarios | Plano |
| M-150 | Málaga-Los Núñez                               | Recorrido y horarios | Plano |
| M-231 | Málaga-Pizarra-Álora                           | Recorrido y horarios | Plano |
| M-232 | Coín-Málaga (por Cártama y Alhaurín el Grande) | Recorrido y horarios | Plano |
| M-234 | Málaga-Pizarra (ruta)                          | Recorrido y horarios | Plano |